# Margarete Susman
Margarete Susman (de casada: Margarete von Bendemann; Hamburg, 14 d'octubre de 1872 - Zúric, 16 de gener de 1966) va ser una poeta, escriptora i crítica jueva alemanya que va viure gran part de la seva vida a Suïssa. Autora de centenars d'assajos, cinc col·leccions de poesia i obres de crítica literària notables, es va distingir com a escriptora filosòfica que abordà qüestions vitals de la literatura, la política, la cultura i la religió. La seva obra de 1946 Das Buch Hiob und das Schicksal des jüdischen Volkes (1946), una reflexió sobre la història jueva a través del prisma del llibre bíblic de Job, va ser una de les primeres respostes teològiques jueves de postguerra a l'Holocaust.

## Biografia
Susman va néixer a Hamburg, filla d'Adolph Susman, un home de negocis, i de Jenni Susman (de soltera Katzenstein). Els seus pares eren d'herència jueva, amb una visió majoritàriament seglar, i Margarete Susman no va rebre cap educació jueva formal quan era petita. Quan tenia uns 10 o 11 anys, la seva família es va traslladar a Zúric, Suïssa, on va assistir a una escola pública per a noies (la Höhere Töchterschule), i hi va ser educada en la fe protestant. Més tard, quan tenia vint anys, va buscar més formació sobre judaisme del rabí reformista Caesar Seligmann.
Encara que el seu pare no va consentir que assistís a la Universitat de Zúric, finalment va estudiar art a Düsseldorf i París; i, més tard, història de l'art i filosofia a Múnic. A Múnic va conèixer Gertrud Kantorowicz, amb qui va establir una llarga amistat. A principis del 1900 es va traslladar a Berlín, on va tornar a estudiar filosofia, i va participar en els seminaris de Georg Simmel, que es va mantenir com a amic i mentor seu fins a la seva mort, el 1918. En el cercle de Simmel també va entaular amistat amb el filòsof religiós Martin Buber i el filòsof i historiador Bernhard Groethuysen.
En el curs dels seus estudis d'art, Susman va conèixer el pintor i historiador de l'art Eduard von Bendemann (nascut el 1877, net del pintor Eduard Bendemann), amb qui es va casar el 1906. El seu fill Erwin naixia el mateix any. Durant la Primera Guerra Mundial, la família va viure a Rüschlikon, Suïssa, i després va tornar a Alemanya, i s'establi en un petit poble del sud d'Alemanya, i més tard a Frankfurt del Main. Susman i el seu marit es van divorciar el 1928.
Des de 1907 fins al final de la República de Weimar, Susman va ser una col·laboradora habitual del Frankfurter Zeitung. També va col·laborar a la revista de Martin Buber Der Jude (El jueu), fundada durant la Primera Guerra Mundial, i, després de 1925, a la revista jueva alemanya amb seu a Frankfurt Der Morgen (El matí).
Després de la presa del poder per part de Hitler i els nacionalsocialistes a Alemanya el 1933, Margarete Susman va emigrar a Zuric, on va passar la resta de la seva vida. Allà va entrar en estreta associació amb el teòleg socialista protestant Leonhard Ragaz, i es va convertir en col·laboradora de la revista de Ragaz Neue Wege (Nous camins).
Poc abans de la seva mort a Zuric, el 1966, Susmann va completarles seves memòries, Ich habe viele Leben gelebt (He viscut moltes vides).

## Obres seleccionades
Col·leccions de poesia
- Mein Land: Gedichte. 1901
- Neue Gedichte. 1907
- Vom Sinn der Liebe. 1912
- Die Liebenden: drei dramatische Gedichte. 1917
- Lieder von Tod und Erlösung. 1922
- Aus sich wandelnder Zeit. 1953

Prosa
- Das Wesen der modernen deutschen Lyrik [La naturalesa de la poesia lírica moderna alemanya]. 1910
- Der Expressionismus [Expressionisme]. 1918
- Die Frauen der Romantik [Dones del període romàntic]. 1929. 3a edició ampliada i revisada, 1960
- Das Buch Hiob und das Schicksal des jüdischen Volkes [El llibre de Job i el destí del poble jueu]. 1946
- Deutung einer grossen Liebe: Goethe und Charlotte von Stein [Interpretació d'un gran amor: Goethe i Charlotte von Stein]. 1951
- Gestalten und Kreise [Personalitats i grups]. 1954
- Die geistige Gestalt Georg Simmels [El personatge espiritual de Georg Simmel]. 1959.
- Ich habe viele Leben gelebt: Erinnerungen [memòria]. 1964
- Vom Geheimnis der Freiheit: Gesammelte Aufsätze, 1914-1964 [col·lecció d'assaigs]. 1965